# Hope (album Swallow the Sun)
Hope jest trzecim studyjnym albumem fińskiego zespołu doom metalowego Swallow the Sun, wydanym w 2007 roku.

## Lista utworów
1. Hope - 7:35
2. These Hours Of Despair - 5:58
3. The Justice Of Suffering - 6:26
4. Don't Fall Asleep (Horror Pt. 2) - 7:41
5. Too Cold For Tears - 9:15
6. The Empty Skies - 7:17
7. No Light, No Hope - 4:43
8. Doomed To Walk The Earth - 8:31
9. These Low Lands (bonus) - 5:54

## Twórcy
- Mikko Kotamāki - śpiew
- Matti Honkonen - gitara basowa
- Markus Jāmsen - gitara elektryczna
- Aleksi Munter - klawisze
- Pasi Pasanen - perkusja
- Juha Raivio - gitara elektryczna